# Balanga
Balanga es una ciudad y la cabecera de la provincia de Bataán en Filipinas. Según el censo de 2000, tiene 13,985 habitantes.

## Barangayes
Balanga se subdivide administrativamente en 25 barangayes.
| - Bagong Silang - Bagumbayan - Cabog-Cabog - Camacho (Cadre) - Cataning - Central - Cupang North - Cupang Proper - Cupang West - Dangcol (Bernabé) - Doña Francisca Subdivisión - Ibayo - Malabia | - Munting Batangas - Población Barcenas - Pto. Rivas Ibaba - Pto. Rivas Itaas - Pto. Rivas Lote - San José - Sibacan - Talisay - Tanato - Tenejero - Tortugas - Tuyo |